# 長安寺 (八潮市)
長安寺（ちょうあんじ）は、埼玉県八潮市にある曹洞宗の寺院。

## 歴史
創建年代は不明であるが、高安によって開山されたという。開山の経緯は不明で、高安の在世年代も不明である。ただ本堂は室町時代の建築様式であることから、その頃に創建されたものと推測される。川口市の金剛寺の末寺である。
当寺の本尊は観音菩薩である。「不開（あかず）の観音」といわれており、秘仏である。
当寺には、この地域にしか見られない珍しい「二十一仏板碑」と呼ばれる板碑を所蔵している。

## 交通アクセス
- 路線バス八潮消防署前停留所より徒歩3分。